# Lila Pause
Lila Pause war ein Schokoriegel der Marke Milka.
Das Produkt wurde 1986 eingeführt.
Mit dem Werbeslogan und der Werbemusik „Die schönsten Pausen sind lila!“ wurde die Lila Pause in den 90er-Jahren sehr bekannt. Es gab sie in nahezu allen Geschmacksrichtungen, in denen auch das Kernprodukt, die Milka-Schokolade, angeboten wurde: „Korn-Crisp“, „Nougat“, „Erdbeere“ „Karamell“, „Joghurt-Crisp“, „Weiße-Crisp“ und „Alpenmilch“.
Nachdem „Lila Pause“ auf dem Schokoriegel-Markt an Boden verloren hatte, wurde das Produkt einem Relaunch unterzogen, unter anderem wurden die Rezeptur und das Verpackungsdesign samt dem „Lila Pause“-Schriftzug geändert und die Lila Pause stärker als Schokoriegel von den Milka-Tafeln abgegrenzt. Zuletzt gab es nur noch die Sorten „Lila Pause Nuss“ und „Lila Pause Erdbeerfüllung“.
Durch die Wahl des Namens bzw. des Werbeslogans verband man die Darstellung des Schokoriegels als Zwischenmahlzeit mit dem Milka-Markenzeichen, der seit 1973 lila gefärbten Milka-Kuh (die Farbe stellt das wichtigste Element der Milka-Markenfamilie dar und wurde in den 1990er-Jahren als Farbmarke geschützt).
2007 wurden die Herstellung und der Vertrieb in Deutschland zunächst eingestellt. In der Schweiz war Lila Pause aber weiterhin erhältlich.
Ab April 2011 war die ursprüngliche Lila Pause in den Geschmacksrichtungen „Erdbeer-Joghurt“, „Nougat-Creme“ & „Caramel“ wieder im deutschen Handel, zunächst angekündigt mit „für kurze Zeit“. Nach abgeschlossener Testphase wurden die Sorten „Erdbeer-Joghurt“ und „Nougat-Creme“ wieder in das feste Sortiment aufgenommen, „Caramel“ wurde ausgelistet.
2017 wurden Produktion und Vertrieb zugunsten eines Nachfolgeproduktes erneut eingestellt.
In Griechenland wird "Lila Pause" von Mondelēz International noch produziert.